# Казимир III Гневковский
Казимир III Гневковский (пол. Kazimierz III Gniewkowski, 1280/1287 — 1347/1350) — один из польских князей периода феодальной раздробленности. Князь иновроцлавский (1287—1314) и гневковский (1314—1332 и 1343—1347/1350).

## Биография
Казимир был третьим сыном князя Земомысла Иновроцлавского и Саломеи Померельской, дочери князя Самбора II Померельского. Представитель мазовецкой линии династии Пястов. 
После смерти отца в 1287 году Казимир и его старшие братья Лешек и Пшемысл совместно унаследовали Иновроцлавское княжество, но поскольку они были несовершеннолетними, до 1294 года опеку над ними осуществляли мать и дядя Владислав I Локетек. В 1294 году старший брат Лешек достиг совершеннолетия и взял на себя управление княжеством и опеку над младшими братьями. Казимир стал совершеннолетним около 1302 года и стал принимать участие в управлении княжеством вместе со старшими братьями. Ранее, в 1300 году, вместе с братьями он был вынужден принести ленную присягу Вацлаву II, короновавшемуся в качестве короля Польши. 
В 1306 году Казимир принес ленную присягу своему дяде Владиславу I Локетеку, занявшему трон князя-принцепса Польши. За это он получил от Владислава I в управление часть Гданьского Поморья (Померелии) в качестве наместника с базой в Тчеве. В 1309 году он был вынужден покинуть свой пост в результате вторжения Тевтонского ордена, несмотря на личную встречу с великим комтуром Генрихом фон Плоцке, в ходе которой он безуспешно на коленях просил вернуть города, захваченные тевтонскими рыцарями, его законному владельцу Владиславу I.
После этого Казимир и его брат Пшемысл Иновроцлавский были вовлечены в финансовый спор с куявским епископом Гервардом. В декабре 1310 года оба князя разграбили округ Рацёнж, принадлежавший епископству; 2 января 1311 года епископ отлучил обоих от церкви за грабеж. В ответ Пшемысл и Казимир заключили в тюрьму как епископа, так и его брата Станислава, пробста Влоцлавека. Обе стороны пришли к соглашению только 22 ноября: епископ и его брат были освобождены, а с князей было снято отлучение.
В 1314 был произведен формальный раздел отцовского наследства между Казимиром и его братьями; он получил восточные земли вокруг города Гневково. С 18 по 23 июня 1318 года он участвовал в съезде князей в Сулеюве, на котором было подписано прошение римскому Папе о коронации Владислава I Локетека королём Польши.
В апреле 1332 года, во время следующего этапа польско-тевтонских войн, тевтонские рыцари осадили Гневково. Казимир III, будучи не в состоянии защитить свое княжество и не желая попасть в плен, решил бежать после того, как сжег главную крепость. Во время войны вся Куявия была потеряна, и Казимир III оказался в изгнании, вероятно, при дворе Владислава I. Его судьба после потери своих владений неизвестна, поскольку он появляется только во время Второго польско-тевтонского процесса (4 февраля - 15 сентября 1339 года), где он давал показания, и при заключении Калишского мирного договора 8 июля 1343 года. Благодаря оговоренным там условиям он смог вернуться в свое княжество.
Казимир III умер между 1347 годом и 13 мая 1350 года. Неизвестно, где он был похоронен.

## Семья
Известно, что Казимир III Гневковский был женат, но имя его супруги в документах не сохранилось. У него было как минимум двое детей:
- Эльжбета (1315/1320 — после 22 августа 1345), вышла замуж за бана Боснии Степана II
- Владислав (1327/1330 — 1388), князь гневковский, претендент на польский престол